# Liste des évêques de Makurdi
Liste des évêques de Makurdi
(Dioecesis Makurdensis)
La préfecture apostolique nigériane de Benue est créée le 9 juillet 1934 par détachement du vicariat apostolique du Nigéria Occidental.
Elle change de dénomination le 18 avril 1950 pour devenir la préfecture apostolique d'Oturkpo. 
Celle-ci est érigée en évêché le 2 avril 1959.
Enfin, l'évêché change de dénomination le 28 juin 1960 pour devenir l'évêché de Makurdi.

## Préfets apostoliques de Makurdi
- 26 février 1937-1947 : Giuseppe Kirsten, préfet apostolique de Benue.
- 20 mars 1948-2 avril 1959 : James Hagan, préfet apostolique de Benue, puis d'Oturkpo (1950).

## Évêques de Makurdi
- 2 avril 1959-29 mars 1966 : James Hagan, promu évêque d'Oturkpo, puis de Makurdi (1960).
- 11 janvier 1968-2 juin 1989 : Donald Murray (Donald Joseph Murray)
- depuis le 2 juin 1989 : Athanasius Usuh (Athanasius Atule Usuh)
- depuis le 8 juillet 2014 : Wilfred Chikpa Anagbe[1], évêque coadjuteur

### Source
- L'ANNUAIRE PONTIFICAL, sur le site http://www.catholic-hierarchy.org, à la page